# 301394 Bensheim
301394 Bensheim è un asteroide della fascia principale. Scoperto nel 2009, presenta un'orbita caratterizzata da un semiasse maggiore pari a 3,0377591 UA e da un'eccentricità di 0,1331623, inclinata di 5,26756° rispetto all'eclittica.